# Базиліка Сант Андреа (Мантуя)
Базиліка Сант Андреа (італ. Basilica di Sant'Andrea) — базиліка на честь апостола Андрія Першозванного в місті Мантуя, Італія.

## Проект Альберті
Це територія бенедиктинського монастиря. Ще в добу готики тут побудували монастирську церкву. Від неї залишились один мур за залишки готичного дзвону.
В 15 столітті ініціатором перебудови церкви став володар міста Лодовіко ІІІ Гонзага та його син, кардинал Франческо Гонзага. Метою було створення урочистого храму, що демонстрував би владу родини в місті та слугував би усипальницею для її представників. На ту пору авторитетом в проектуванні храмів нового зразка був Альберті Леон-Баттіста, відомий теоретик італійської архітектури, що служив при папському дворі в Римі. Він і отримав замову на проект нового храму для міста Мантуя.
Проект був створений і 1472 року розпочалося будівництво. Величний храм знадобився місту для підтримки паломників, бо в монастирі зберігали реліквію — флакон з кров'ю Христа, за переказами зібраною сотником Лонгіном, що був присутнім на Голгофі.

## Архітектори практики та будівництво
Альберті помер і реалізацію його проекта в місті розпочала низка архітекторів, серед яких були Лучано да Лаурана, Лука Фанчеллі. В 15 столітті встигли вибудувати каплицю, де зберігали реліквію і величний фасад у вигляді триумфальної арки з великою вхідною нішею-аркою, закінчений ще 1488 року. Будівництво тривало доволі довго і стало довгобудом, що нагадувало ситуацію з побудовою готичних соборів.
Остаточно будівництво було закінчене лише в 18 столітті. Над середхрестям архітектор Філіппо Ювара нарешті вибудував баню 1732 року, в образі якої вбачають впливи архітектурних знахідок Франческо Борроміні.
Базиліка вийшла величною, але дещо дисгармонійною — і через неузгодженість його різних частин, і через зміні, які внесли різні архітектори протягом будівництва, і відступи від первісного проекта Альберті. Більш цілісне і художньо виразне враження справляє інтер'єр базиліки, який вважають шедевром Альберті. В його побудові використані ті ж образи давньоримської триумфальної арки, які слугують входами в храмові каплиці.

## Опис базиліки
Храм побудовано у вигляді латинського хреста. Над середхрестям — одна баня. Вівтарну частину утворює абсида. Головний фасад виконано у вигляді давньоримської триумфальної арки. ЇЇ поле розділено на три частини велтенськими пілястрами. Бічні частини менші за центральну і мають додаткові входи і ніші для скульптур (які не створені). Вхід в храм акцентований велетенсьою нішею-аркою.
Базиліка не стала усипальницею роду Гонзага, як то планувалося. Однак тут поховано уславленого художника доби Кватроченто — Андреа Мантенья. Фрески в головній каплиці храму створив Джуліо Романо, представник стилю маньєризм.

## Орган базиліки
Сучасний храмовий орган — відносно пізній. Він створений 1850 року в місті Бергамо в майстерні братів Сераззі. Музичний інструмент має два мануала і один ножний.